# Římskokatolická farnost Jeníšovice
Římskokatolická farnost Jeníšovice (lat. Gentschovicium) je církevní správní jednotka sdružující římské katolíky na území obce Jenišovice a v jejím okolí. Organizačně spadá do turnovského vikariátu, který je jedním z 10 vikariátů litoměřické diecéze.

## Historie farnosti
V místě byla od roku 1344 plebánie. Farnost existuje od roku 1728. Od roku 1728 jsou vedeny matriky.

### Duchovní správcové vedoucí farnost
Začátek působnosti jmenovaného v duchovní správě farnosti od:
- ante 1367 Stephanus
- 26. 3. 1367 Albrechtus
- 8. 6. 1385 Joannes
- 1418   Philippus
- 21. 8. 1425 Valentinus
- 1435   Wenceslaus
- 1724   Franciscus Havlas
- 15. 7. 1741 Joannes Artz, † 21. 11. 1762
- 13. 12. 1762   Joann. Nep. Chaloupka, n. 1729, † 27. 8. 1820
- 1820   par. vacat, cap. Franc. Mischak
- 26. 11. 1820 Franc. Khittel, n. 10. 10. 1762 Ferrobrod., o. 7. 7. 1791, † 29. 4. 1837
- 1835   Franc. Mischak, n. 27. 10. 1789 Przezoviens. o. 15. 8. 1817
- 10. 9. 1837 Franc. Fiala, n. 17. 2. 1789 Reichen, o. 12. 8. 1811, † 7. 6. 1875
- 21. 11. 1875 Jos. Klika, n. 25. 3. 1843 Hořic. o. 31. 7. 1867, † 19. 6. 1898
- 8. 12. 1898 Joann. Bapt. Hájek, n. 14. 6. 1863 Sobotka, o. 16. 5. 1889, † 28. 9. 1937
- 28. 4. 1912 Gust. Procházka, n. 11. 5. 1872 Kosmonosy, o. 7. 7. 1895, def. a fide 1920
- 1920   par. vacat, admin. interc. Henr. Macoun
- 1922   par. vacat, admin. interc. Benno Kůstka OFM
- 1. 1. 1924   par. vacat, admin. interc. Fr. Tomka
- 30. 9. 1925   Franc. Tomka, n. 10. 10. 1886 Neobolesl. o. 29. 6. 1919, † 10. 3. 1947
- 14. 10. 1940   par. vacat, admin. interc. Václav Hortlík
- 5. 2. 1942 Václav Hortlík, n. 24. 8. 1910 Sobotka, o. 16. 6. 1935, † 11. 7. 1988
- 1. 2. 1946 František Půlpán
- 1. 2.  1951   Josef Augst
- 15. 6. 1957  Bohuslav Skácel
- 1. 9.  1959   Vincent Šurina
- 1. 6.  1967   Josef Zlámal
- 1. 8.  1970   Antonín Audy
- 1. 5.  1975   Antonín  Hladký
- 1. 7.  1988   Leopold Paseka
- 1. 7.  1990   Jiří Sucharda
- 6. 10. 1993   Jiří Václav Hladík O.P.
- 1. 9. 1996    Václav Vlasák, admin. exc. z Turnova[3]

## Území farnosti
Do farnosti náleží území obce:
- Anděl Strážce (Schutzengel[4])[p 1]
- Borek (Borek[4])[p 1]
- Bukovina (Bukowina[4])[p 1]
- Daliměřice (Dalimerschitz[4])[p 1]
- Dolánky u Turnova (Dolanka[4])[p 1]
- Frýdštejn (Friedstein[4])[p 1]
- Horky (Horek[4])[p 1]
- Hrubý Rohozec (Groß-Rohosetz[4])[p 1]
- Jenišovice (Jenschowitz[2][4])[p 1]
- Kaškovice (Kaschkowitz[4])[p 1]
- Kobylka (Kobilka[4])[p 1]
- Křížky (Krischek[4])[p 1]
- Loužek (Lauschek[4])[p 1]
- Malý Rohozec (Klein-Rohosetz[4])[p 1]
- Mokřiny (Mokerschin, varianta Mokřin[4])[p 1]
- Odolenovice (Wodalnowitz[4])[p 1]
- Ondříkovice (Ondschikowitz[4])[p 1]
- Paceřice (Patzerschitz[4])[p 1]
- Roudný (Raudnei[4])[p 1]
- Sedlejovice (Sedlowitz[4])[p 1]
- Sestroňovice (Sestronowitz[4])[p 1]
- Slapy (Slap[4])[p 1]
- Vazovec (Wasowetz[4])[p 1]
- Voděrady (Wodierad[4])[p 1]
- Vranové 2.díl (Wranow[4])[p 1]
- Záborčí (Sabortsch, varianta Záboří[2][4])[p 1]
- Zlatá Hvězda (Goldenstern[4])[p 1]
- Žďárek (Scharchen[4])[p 1]

## Římskokatolické sakrální stavby a místa kultu na území farnosti
| | Fotografie | Stavba                    | Místo         | Bohoslužby                      | Zeměpisné souřadnice             | Status        | Číslo kulturní památky                     |
| Kostel | Kostel     | Kostel                    | Kostel        | Kostel                          | Kostel                           | Kostel        | Kostel                                     |
| --- | ---------- | ------------------------- | ------------- | ------------------------------- | -------------------------------- | ------------- | ------------------------------------------ |
| 1. |            | Kostel sv. Jiří           | Jenišovice    | bližší informace o bohoslužbách | 50°37′38″ s. š., 15°8′19″ v. d.  | farní kostel  | 35917/5-41 (Pk•MIS•Sez•Obr•WD) (Q23072047) |
| Kaple |            |                           |               |                                 |                                  |               |                                            |
| 2. |            | Kaple sv. Václava         | Bukovina      | bližší informace o bohoslužbách | 50°36′27″ s. š., 15°10′43″ v. d. | obecní kaple  | —                                          |
| 3. |            | Kaple Nejsvětější Trojice | Hrubý Rohozec | bližší informace o bohoslužbách | 50°35′54″ s. š., 15°9′28″ v. d.  | zámecká kaple | —                                          |
| Některé drobné sakrální stavby a pamětihodnosti lze dohledat zde v databázi Drobné sakrální památky Zaniklé sakrální stavby lze dohledat zde v databázi Poškozené a zničené kostely, kaple a synagogy v České republice |            |                           |               |                                 |                                  |               |                                            |

Ve farnosti se mohou nacházet i další drobné sakrální stavby, místa římskokatolického kultu a pamětihodnosti, které neobsahuje tato tabulka.

## Příslušnost k farnímu obvodu
Z důvodu efektivity duchovní správy byl vytvořen farní obvod (kolatura) farnosti Turnov, jehož součástí je i farnost Jeníšovice, která je tak spravována excurrendo.

## Galerie

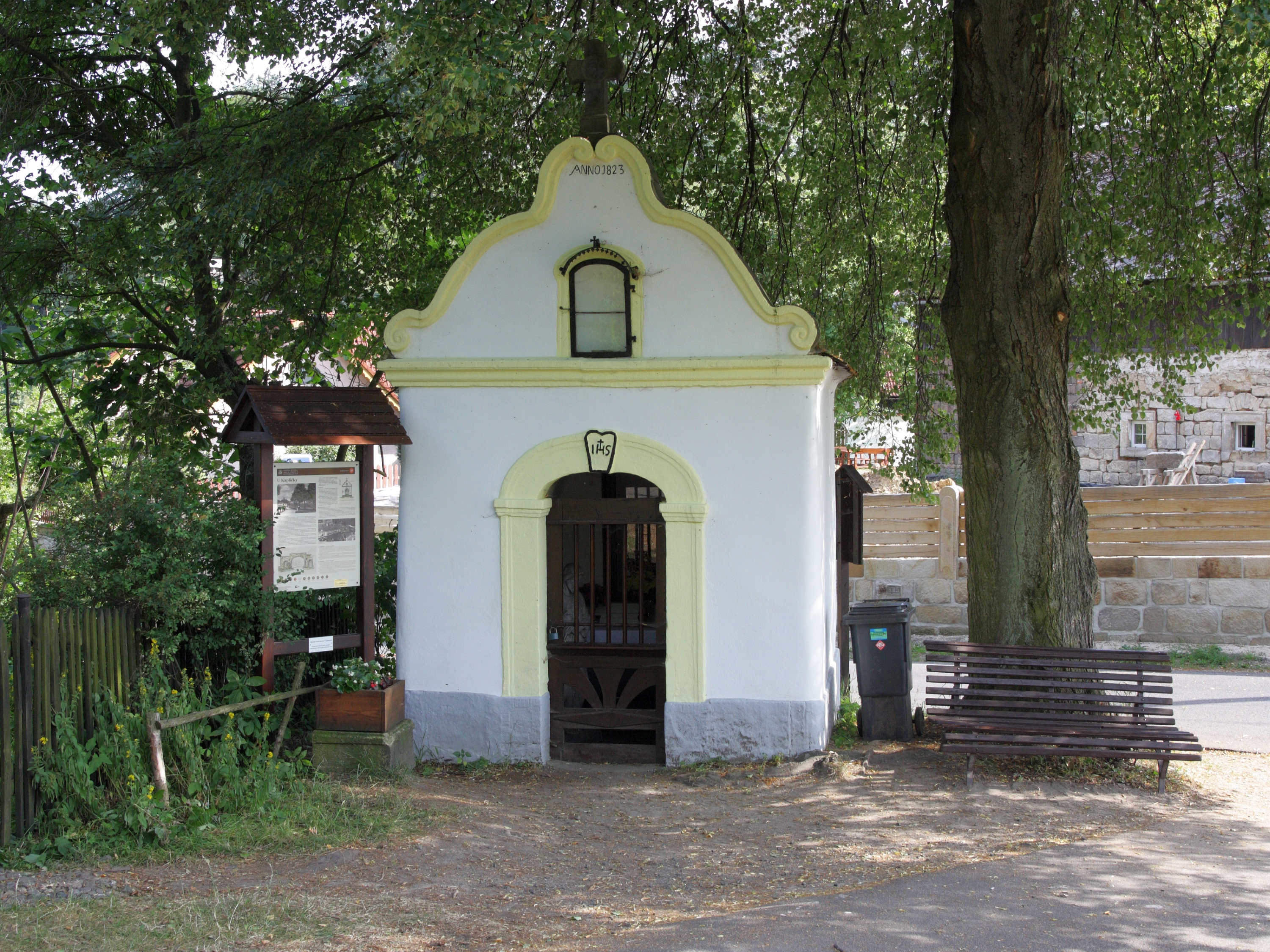
Kaplička z roku 1823 v podhradí Frýdštejna
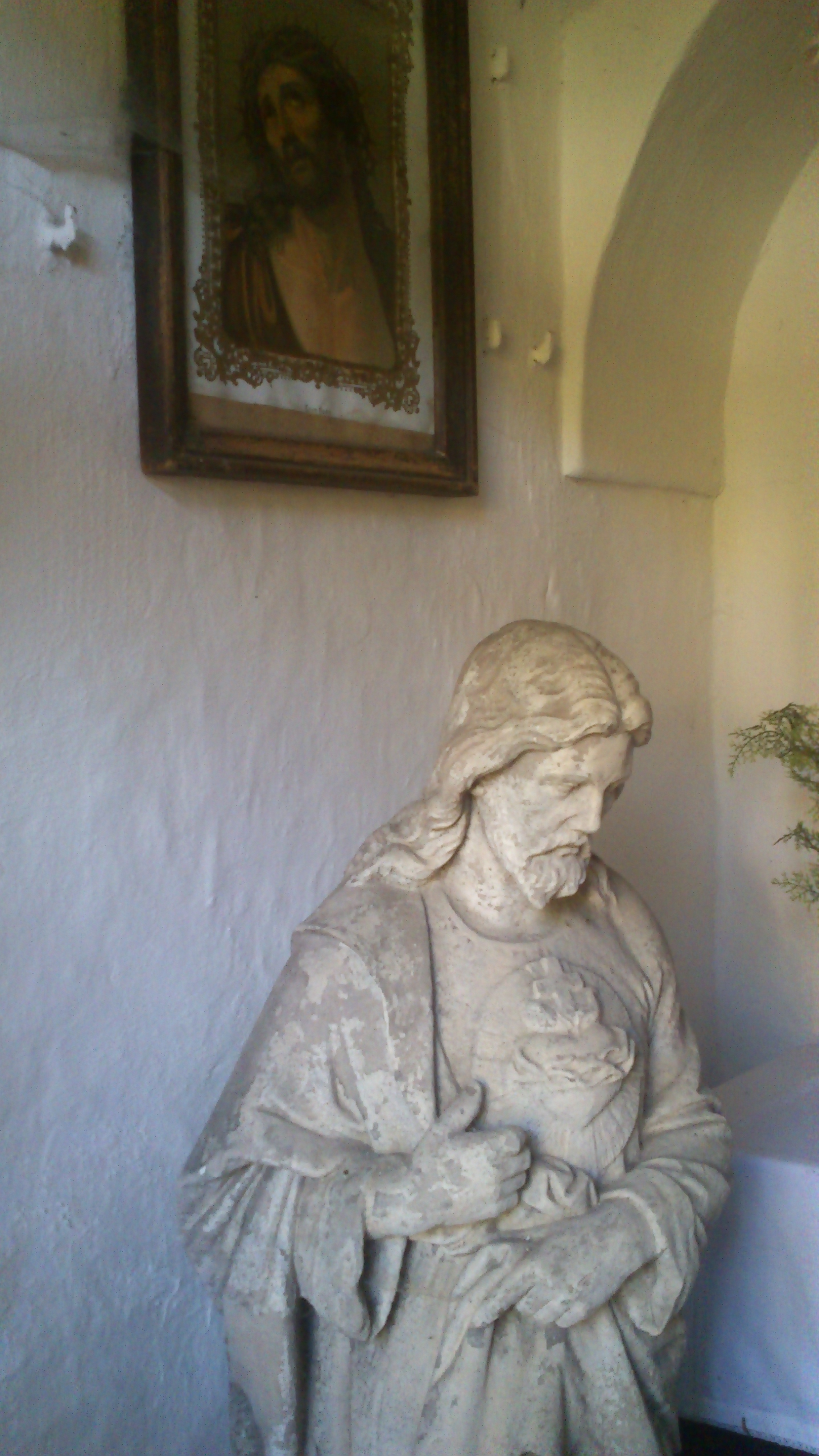
Detail interiéru kapličky ve Frýdštejnu
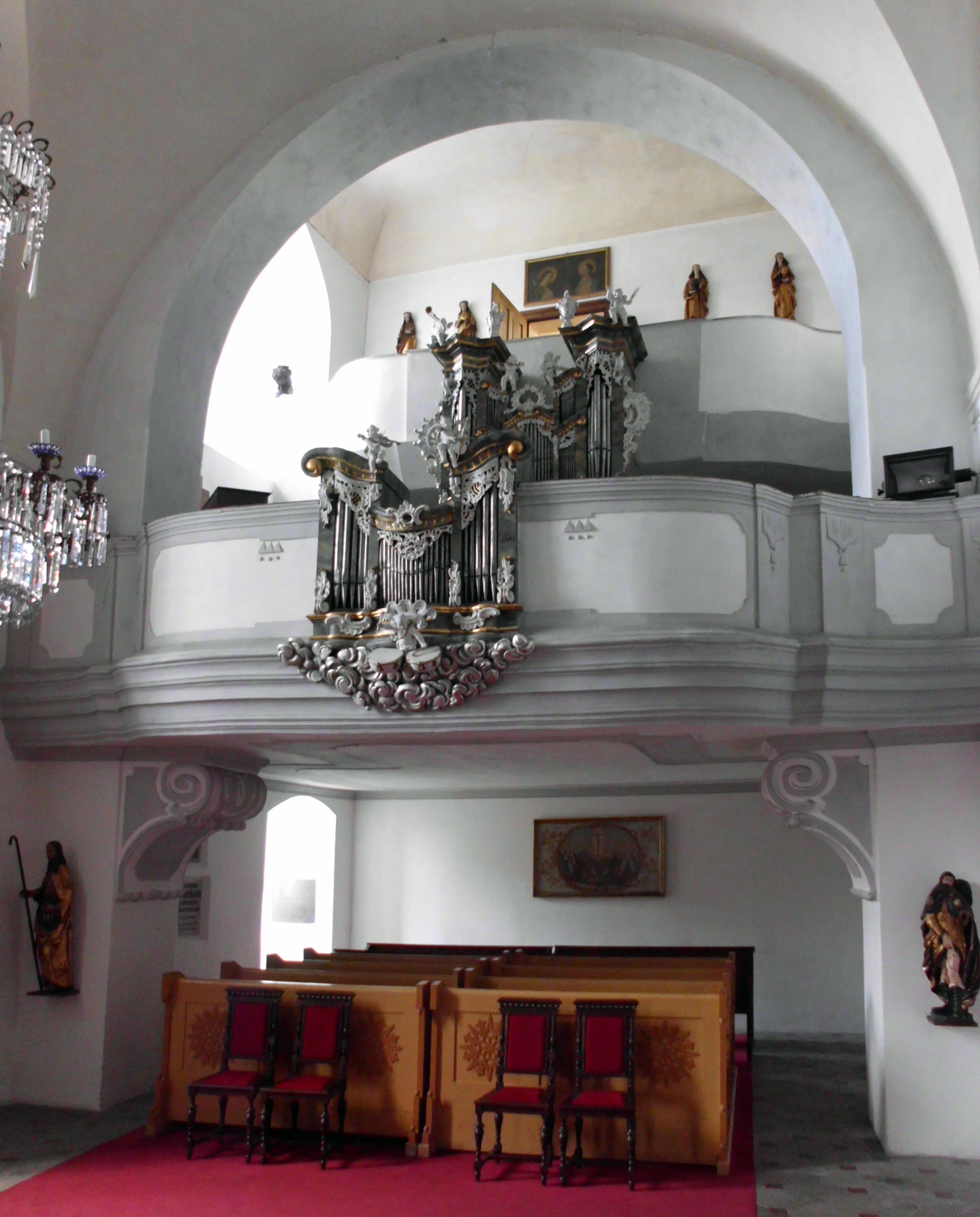
Kůr kaple Nejsvětější Trojice na zámku Hrubý Rohozec
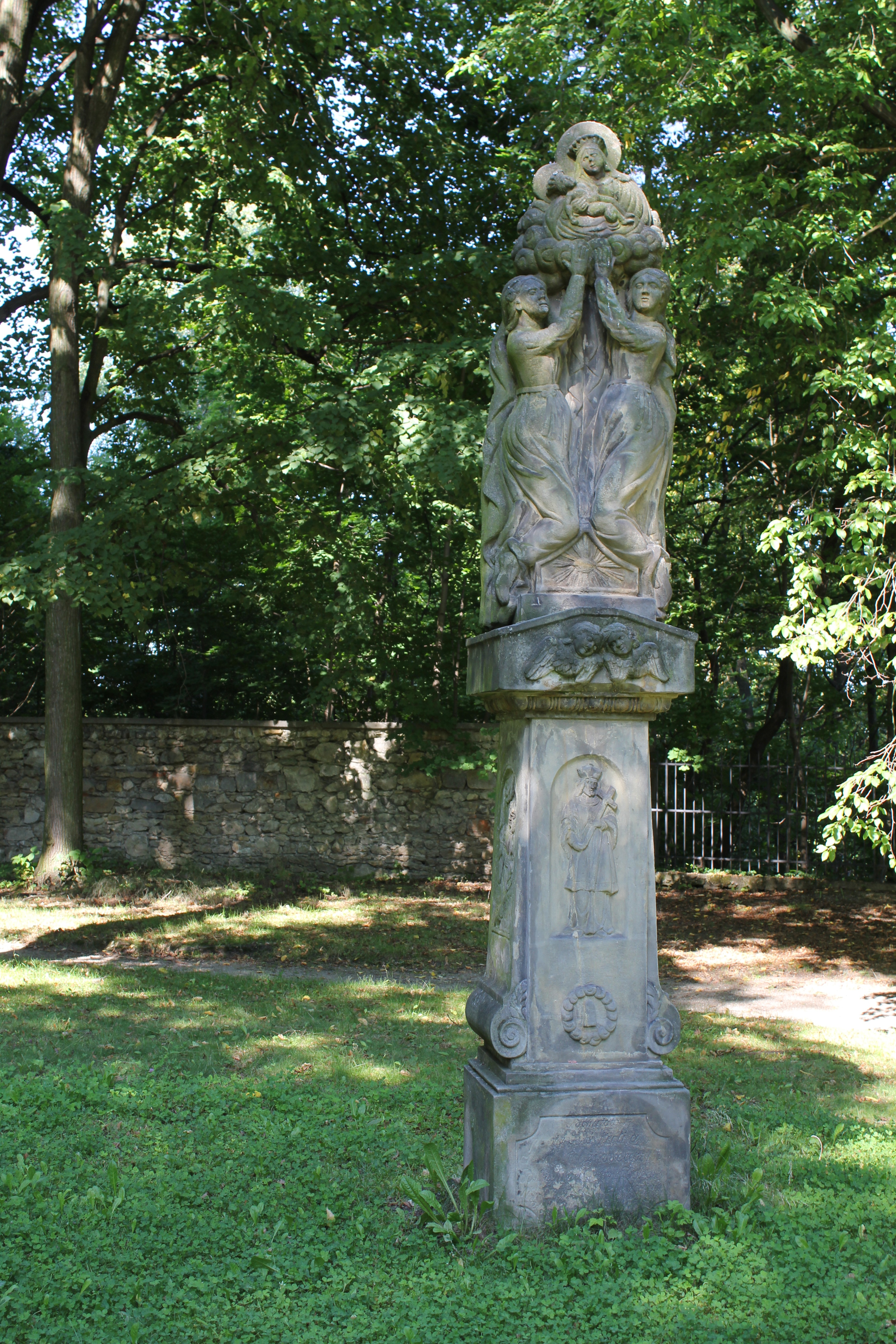
Socha Panny Marie v parku na Hrubém Rohozci
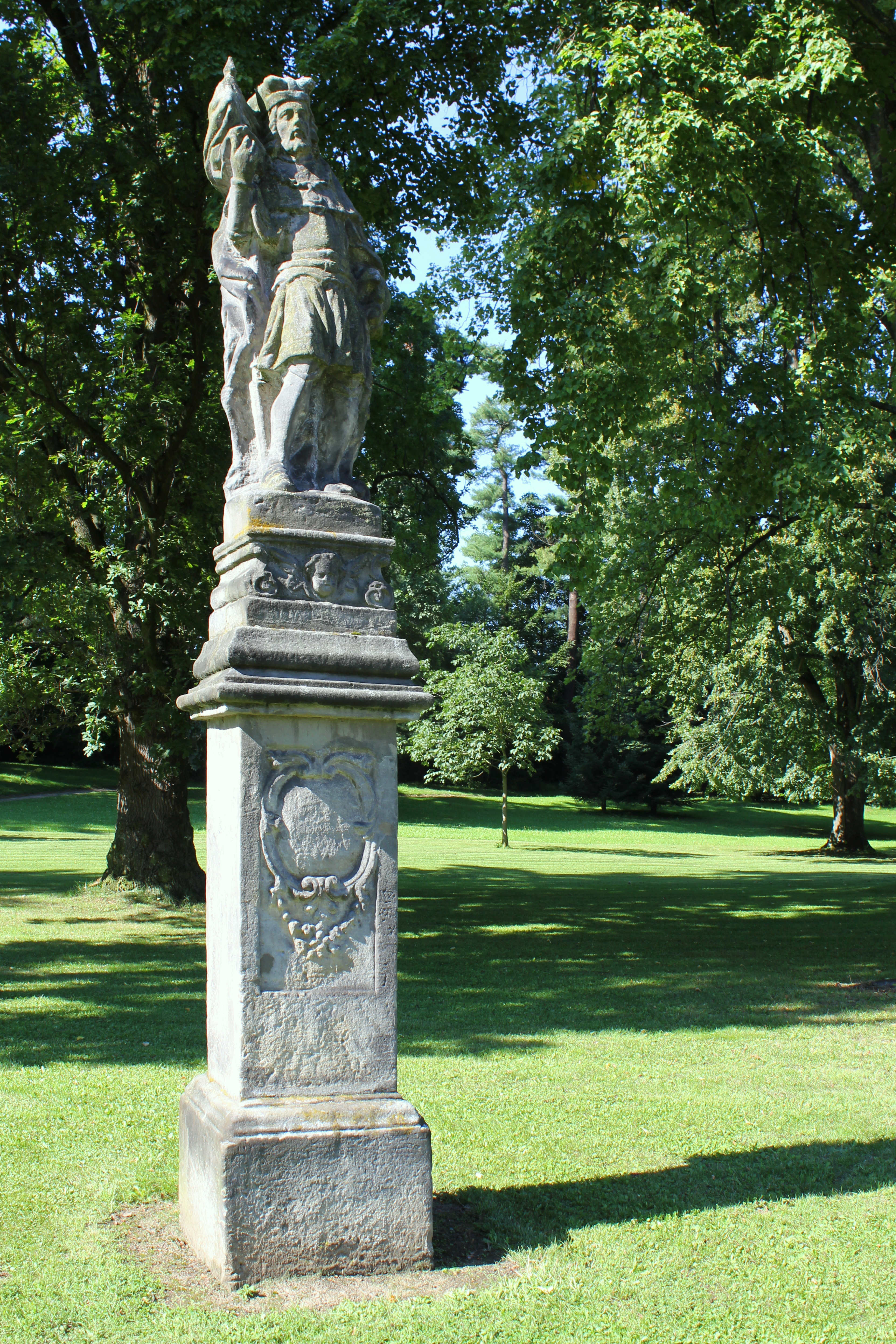
Socha sv. Václava v parku na Hrubém Rohozci
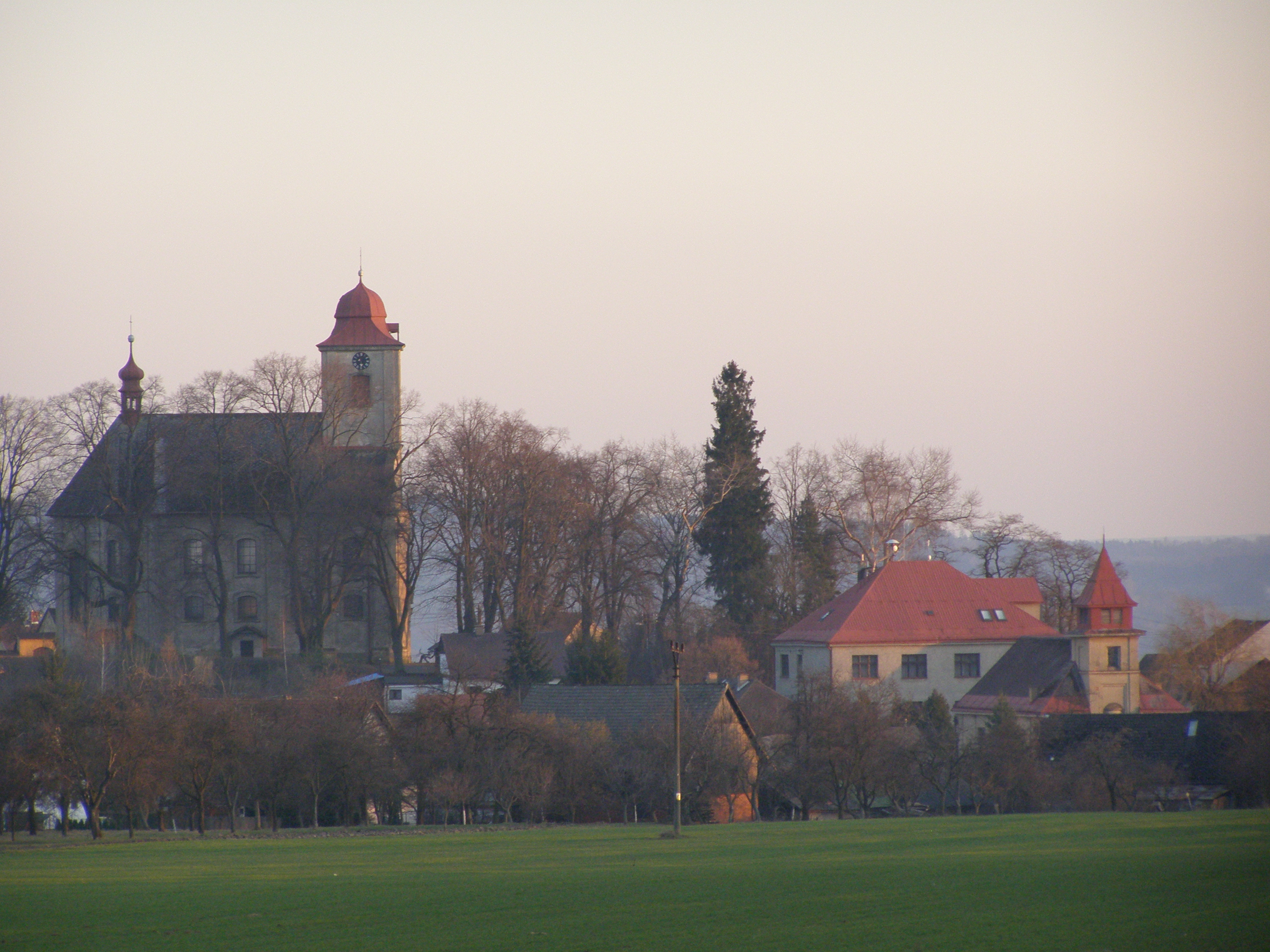
Boční pohled na kostel sv. Jiří v Jenišovicích
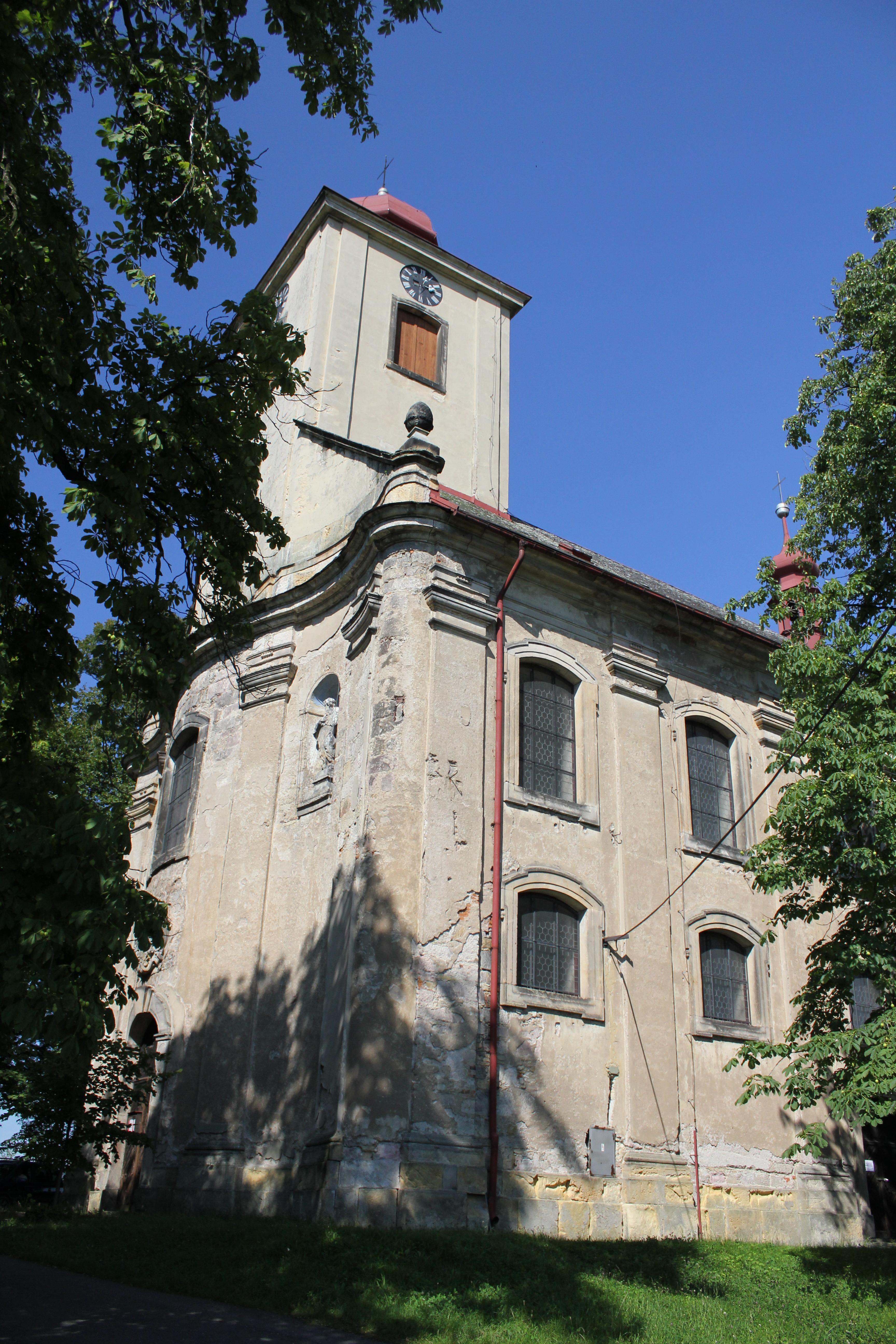
Boční pohled na průčelí kostela sv. Jiří v Jenišovicích
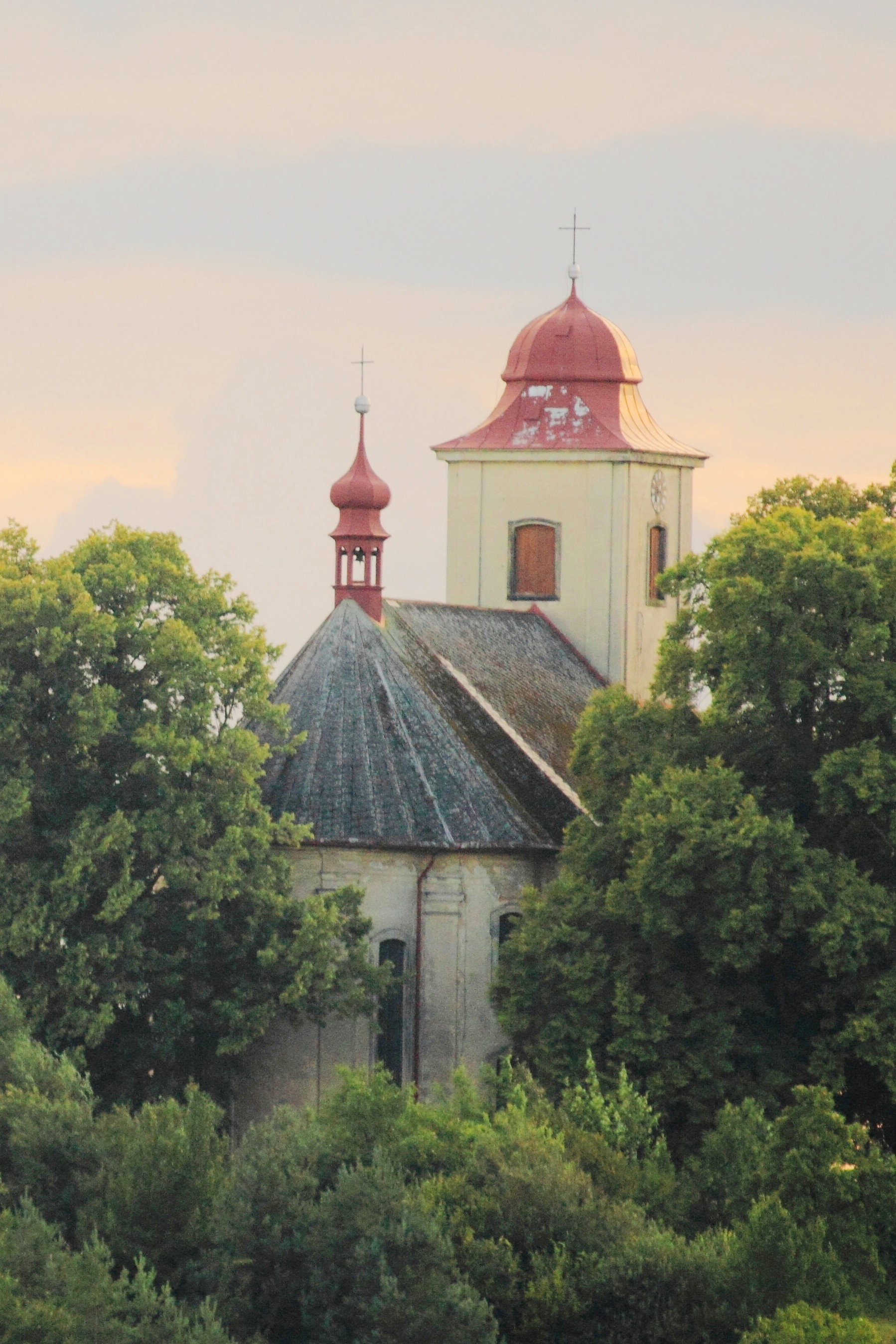
Věž a závěr kostela sv. Jiří v Jenišovicích
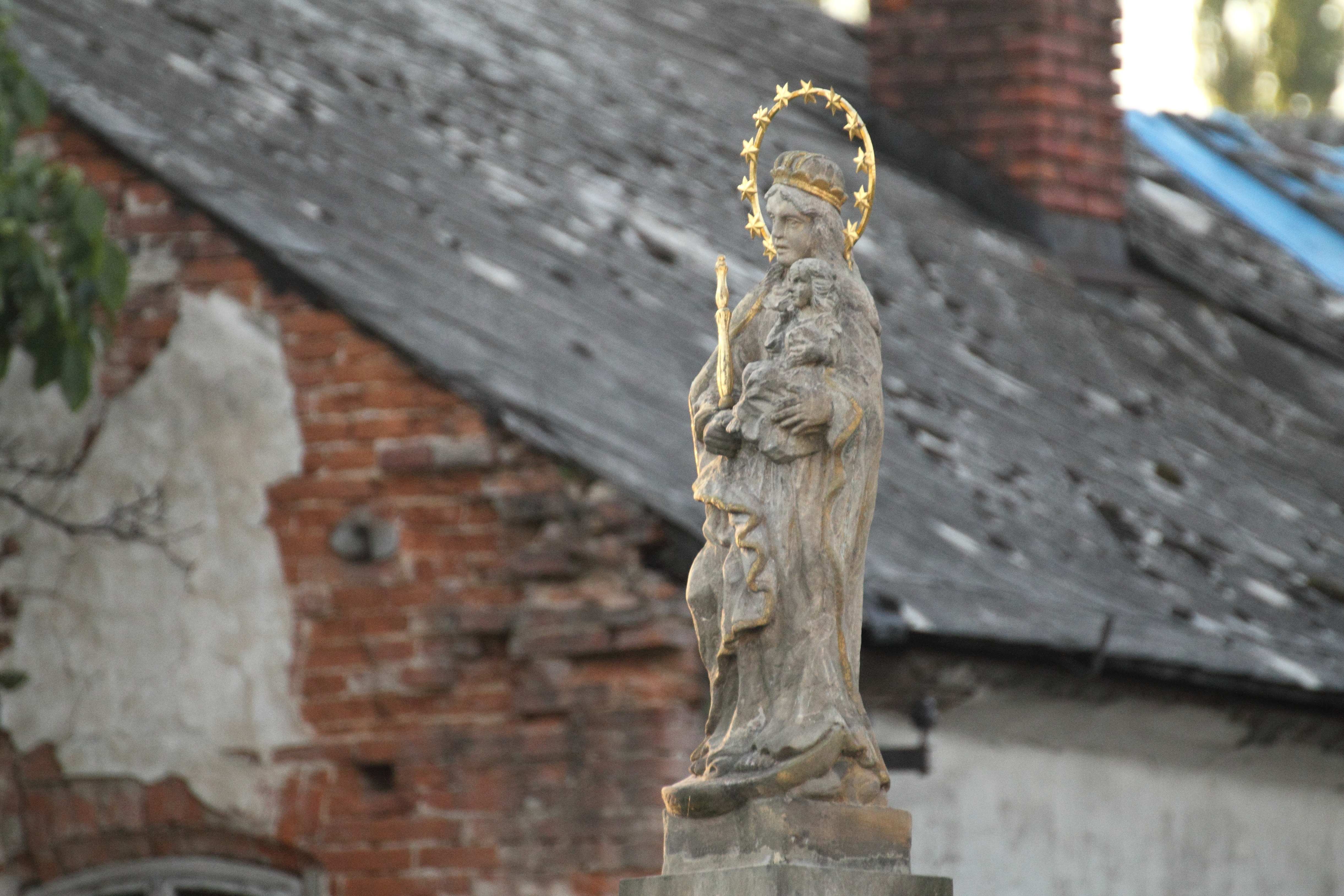
Socha Panny Marie v Jenišovicích
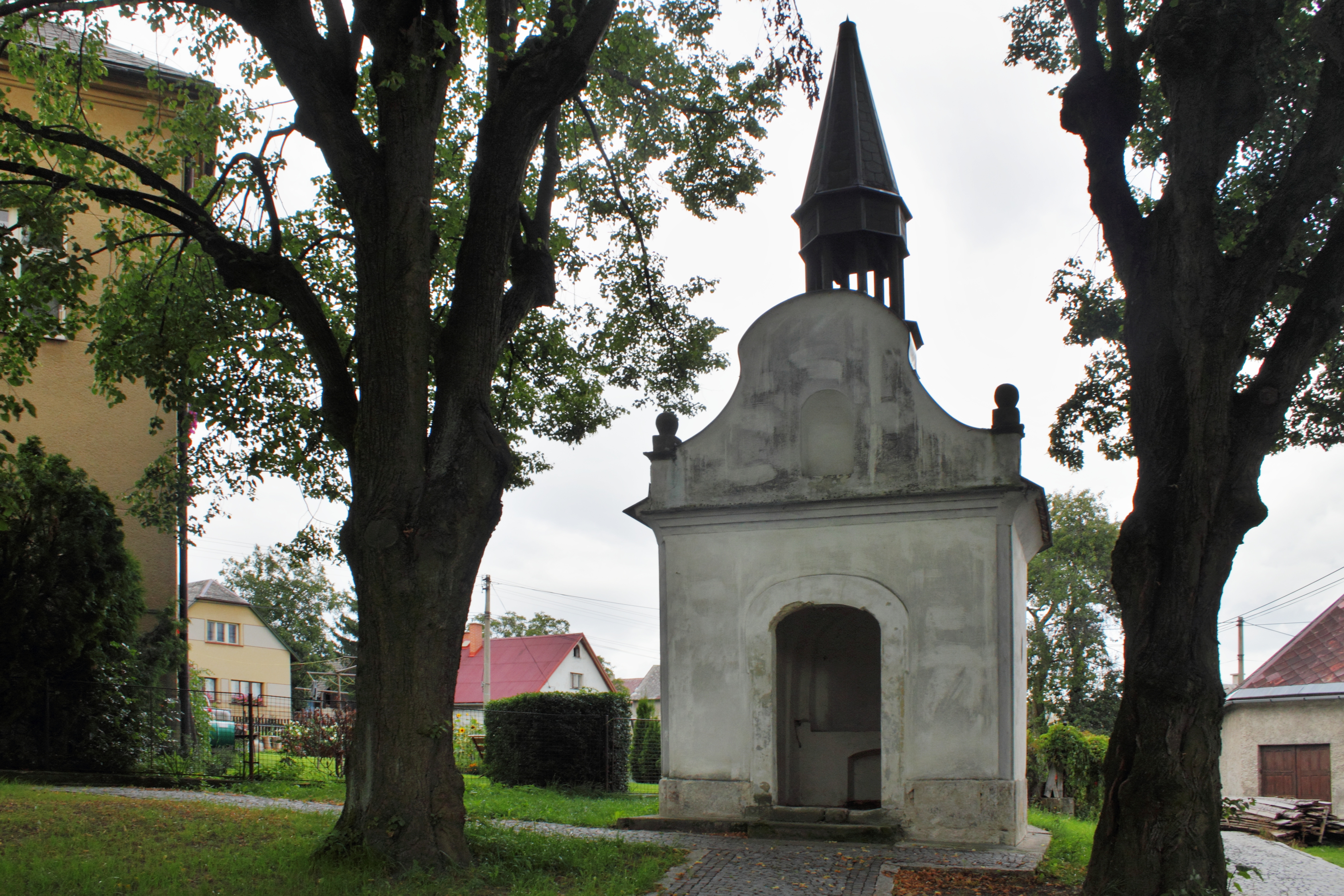
Kaplička na návsi v Odolenovicích
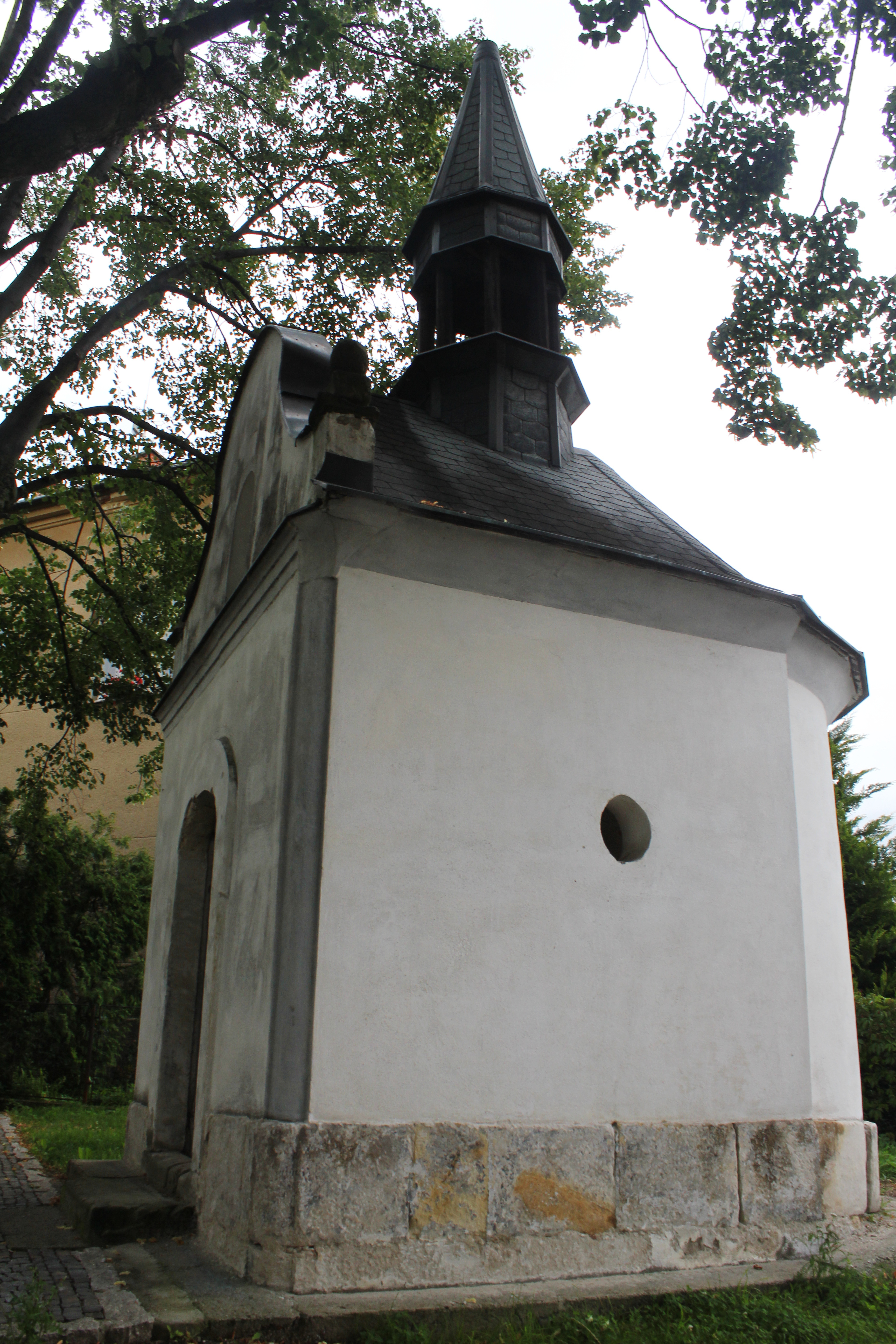
Bok kapličky na návsi v Odolenovicích
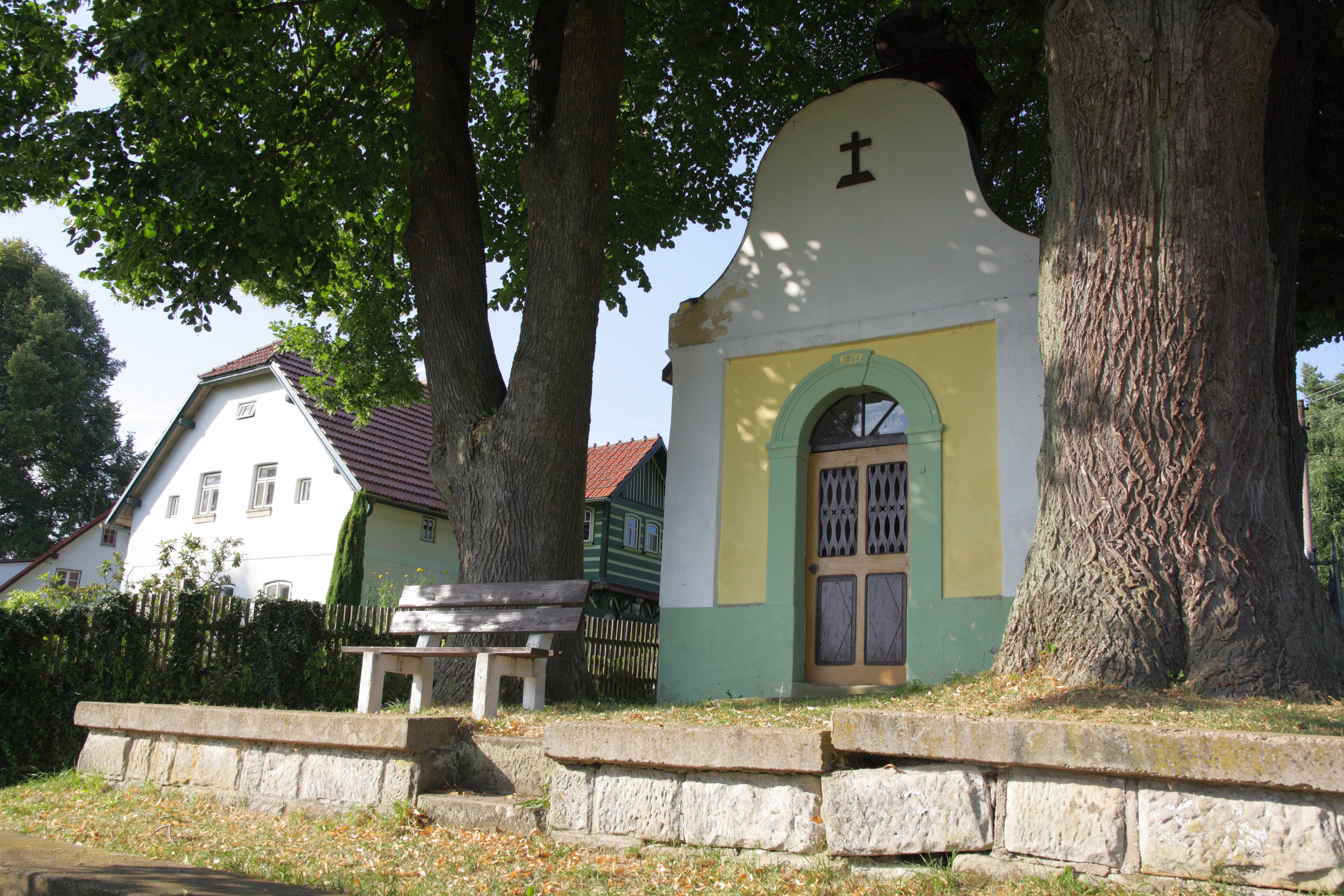
Kaplička Panny Marie z roku 1861 v Ondříkovicích
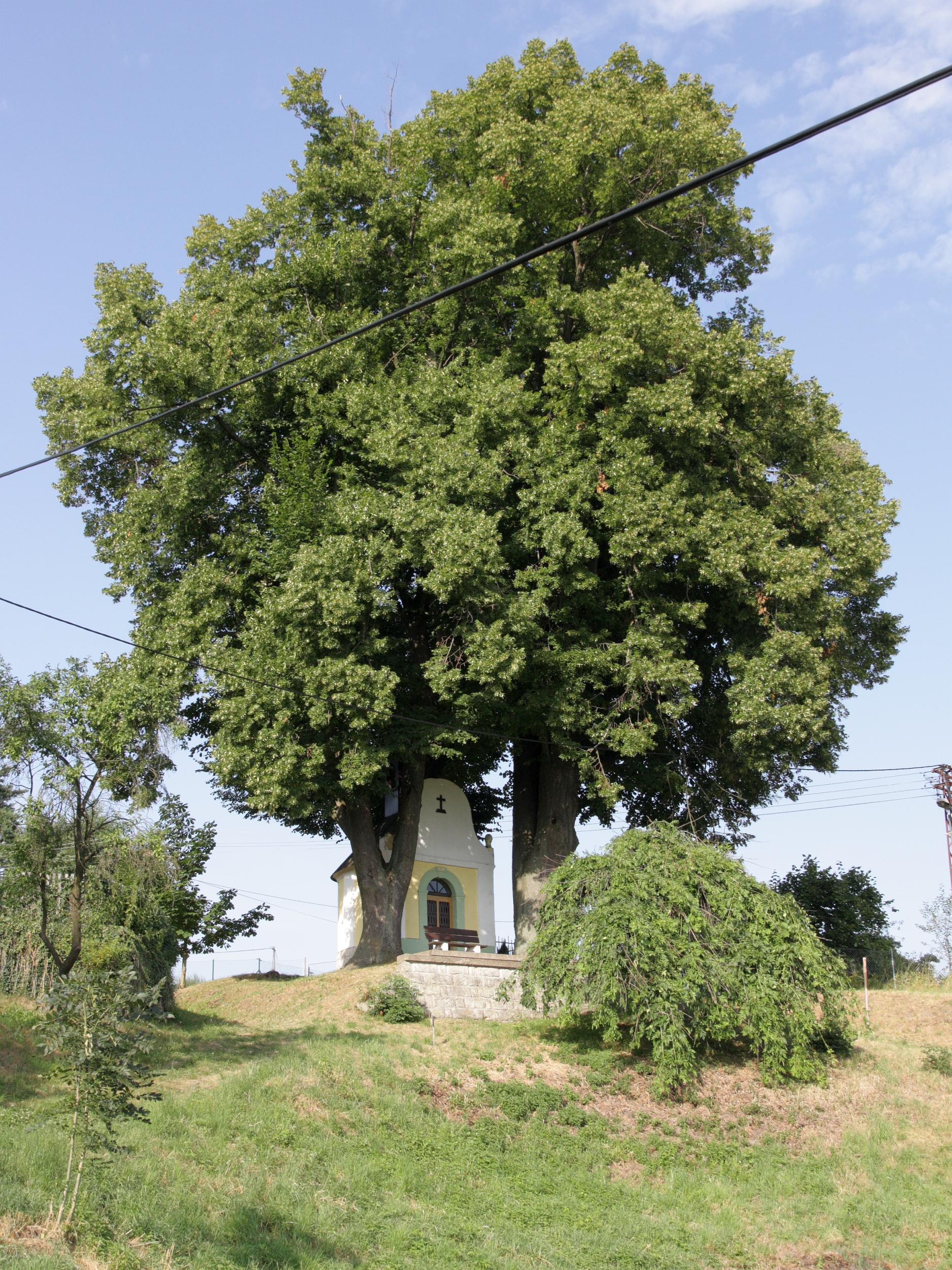
Pohled na kapličku Panny Marie z roku 1861 v Ondříkovicích
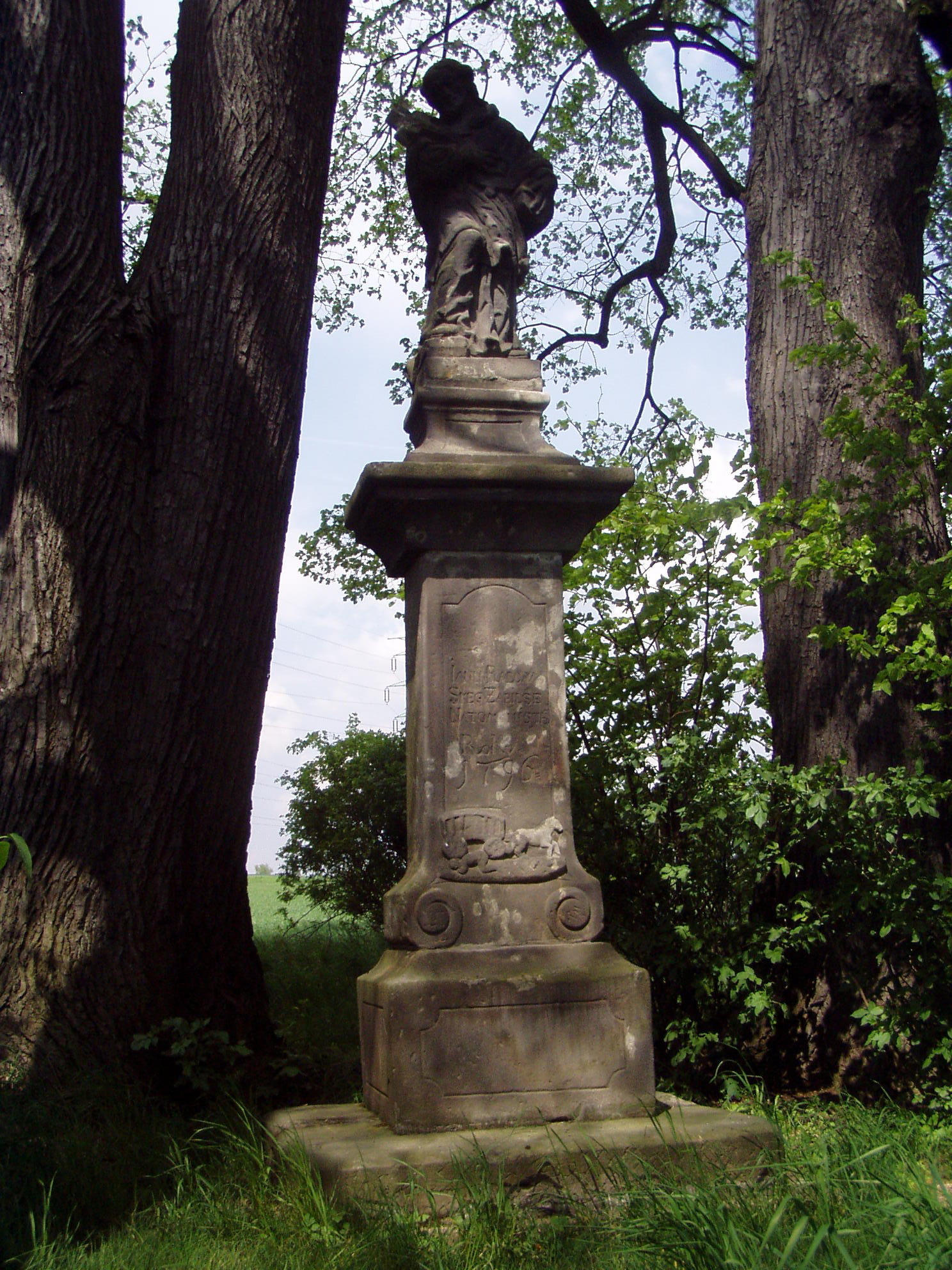
Socha sv. Jana Nepomuckého v Paceřicích z roku 1796
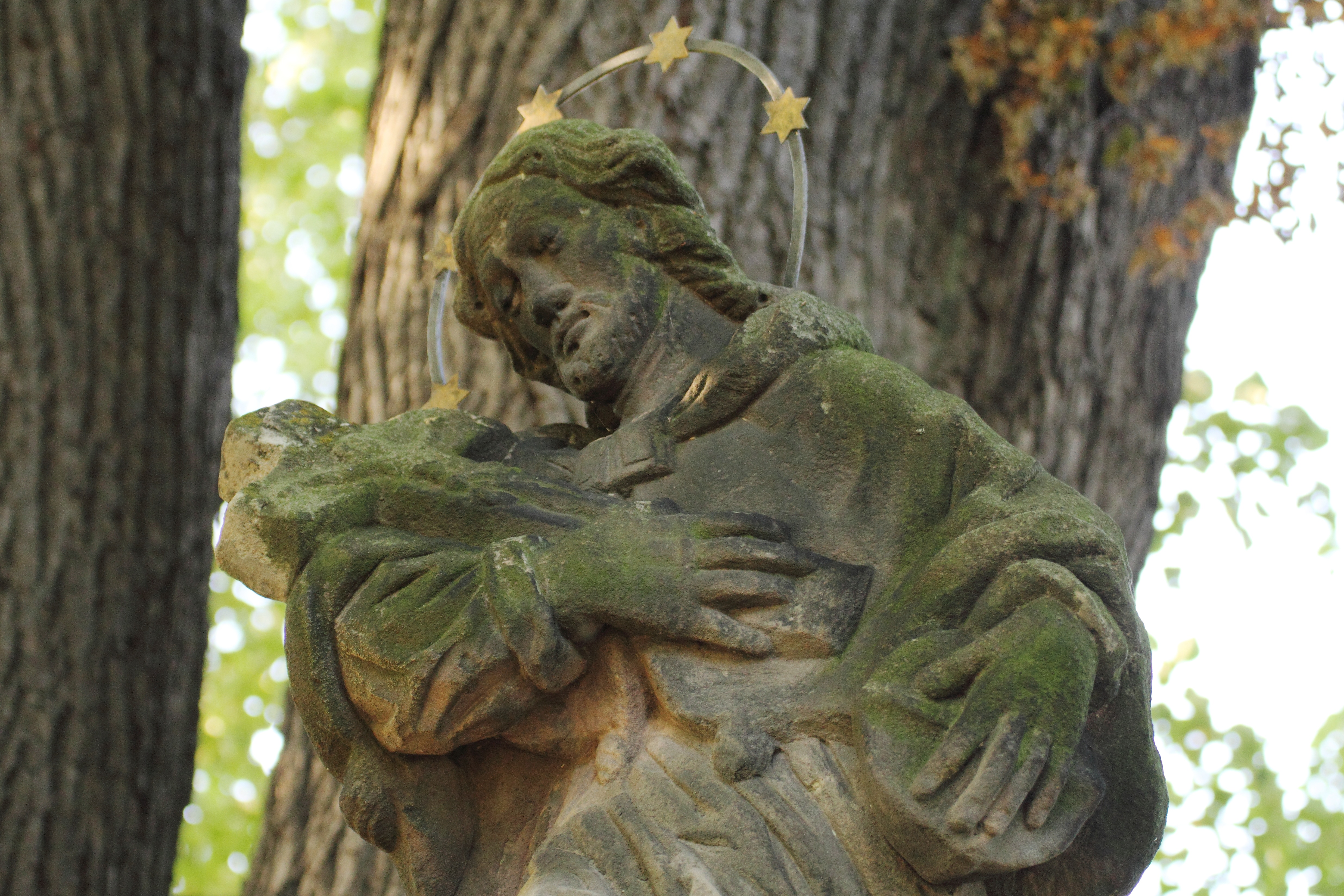
Detail sochy sv. Jana Nepomuckého v Paceřicích
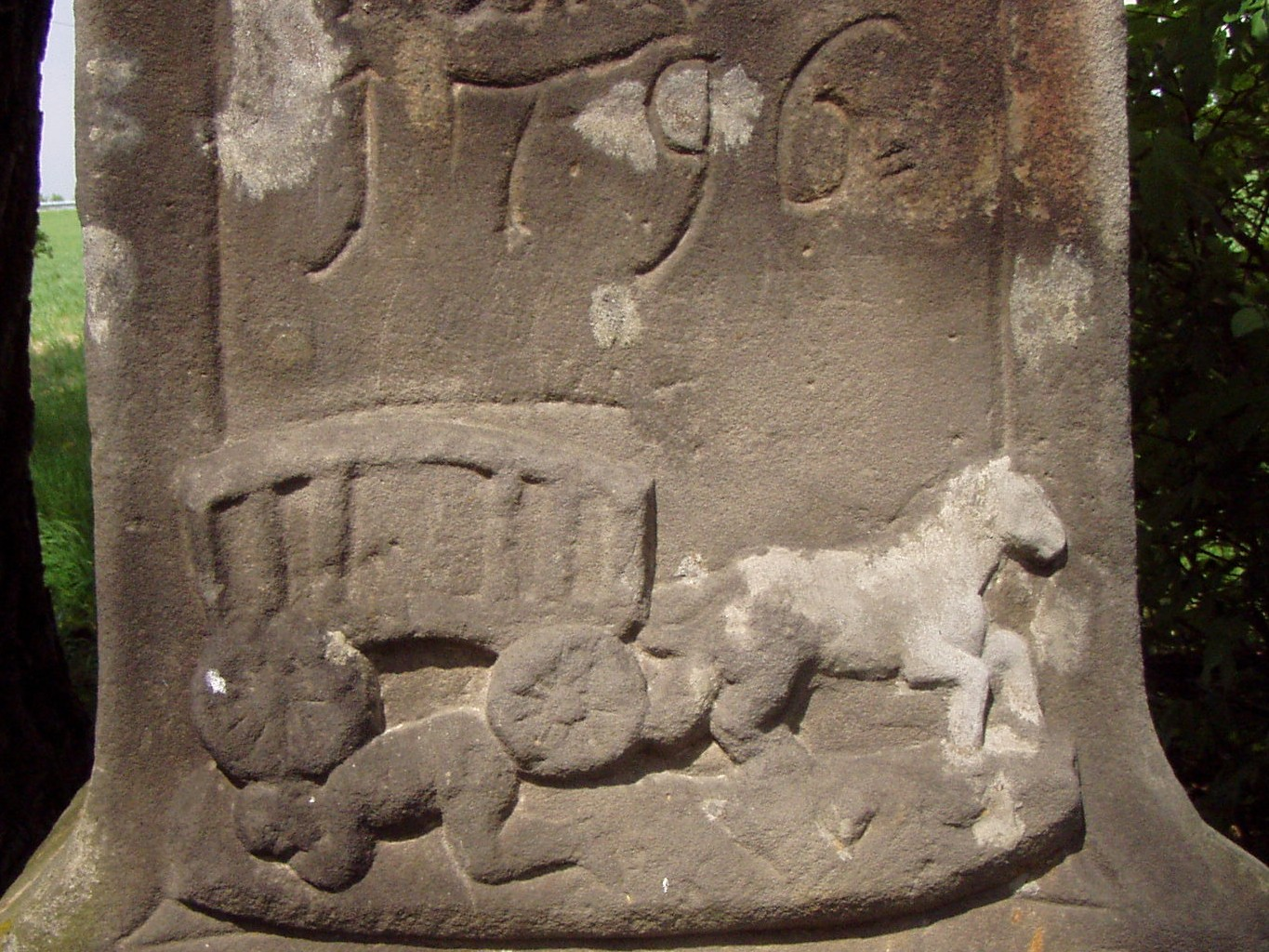
Detail sloupu sochy sv. Jana Nepomuckého v Paceřicích
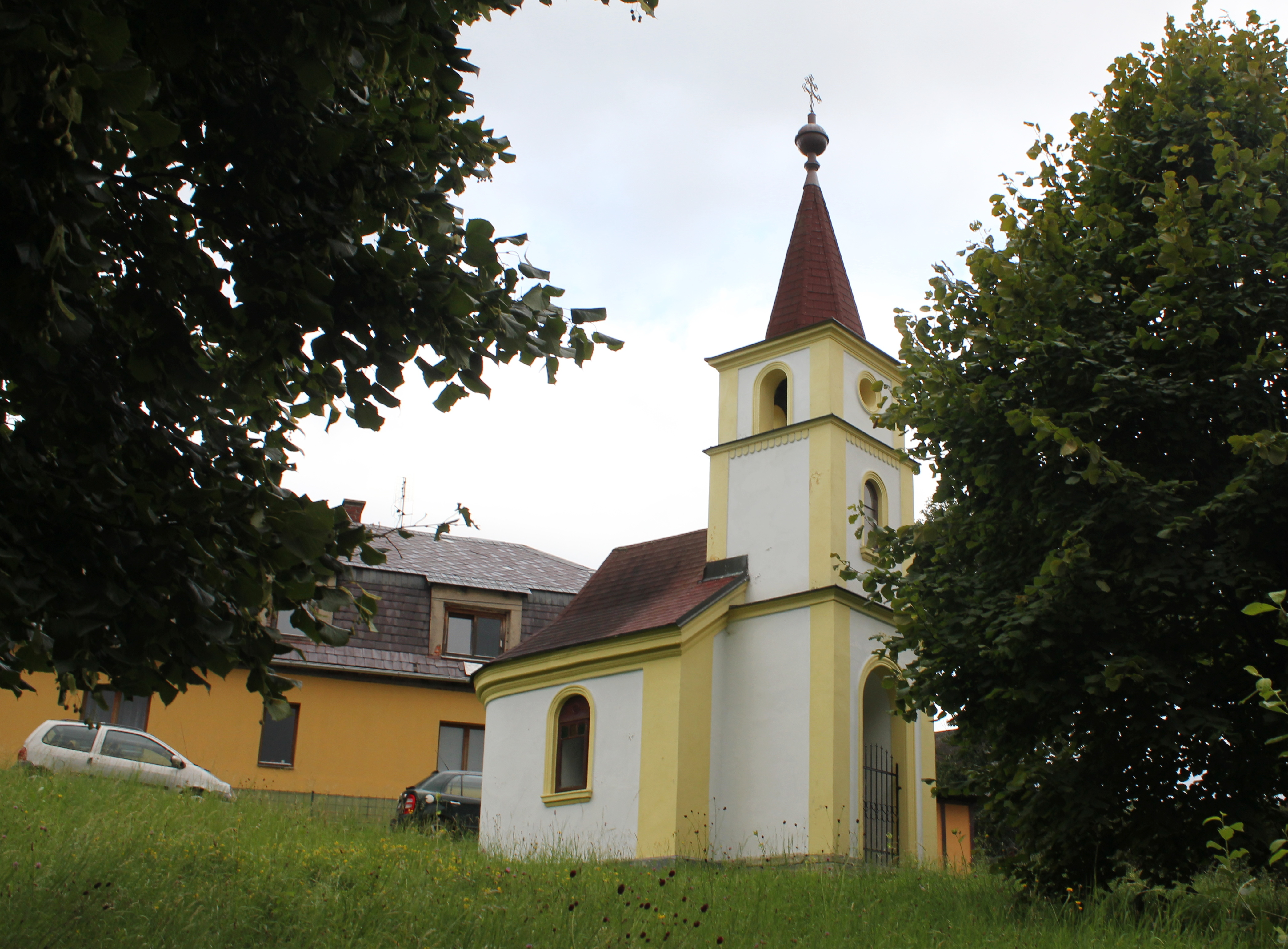
Kaplička v Roudném
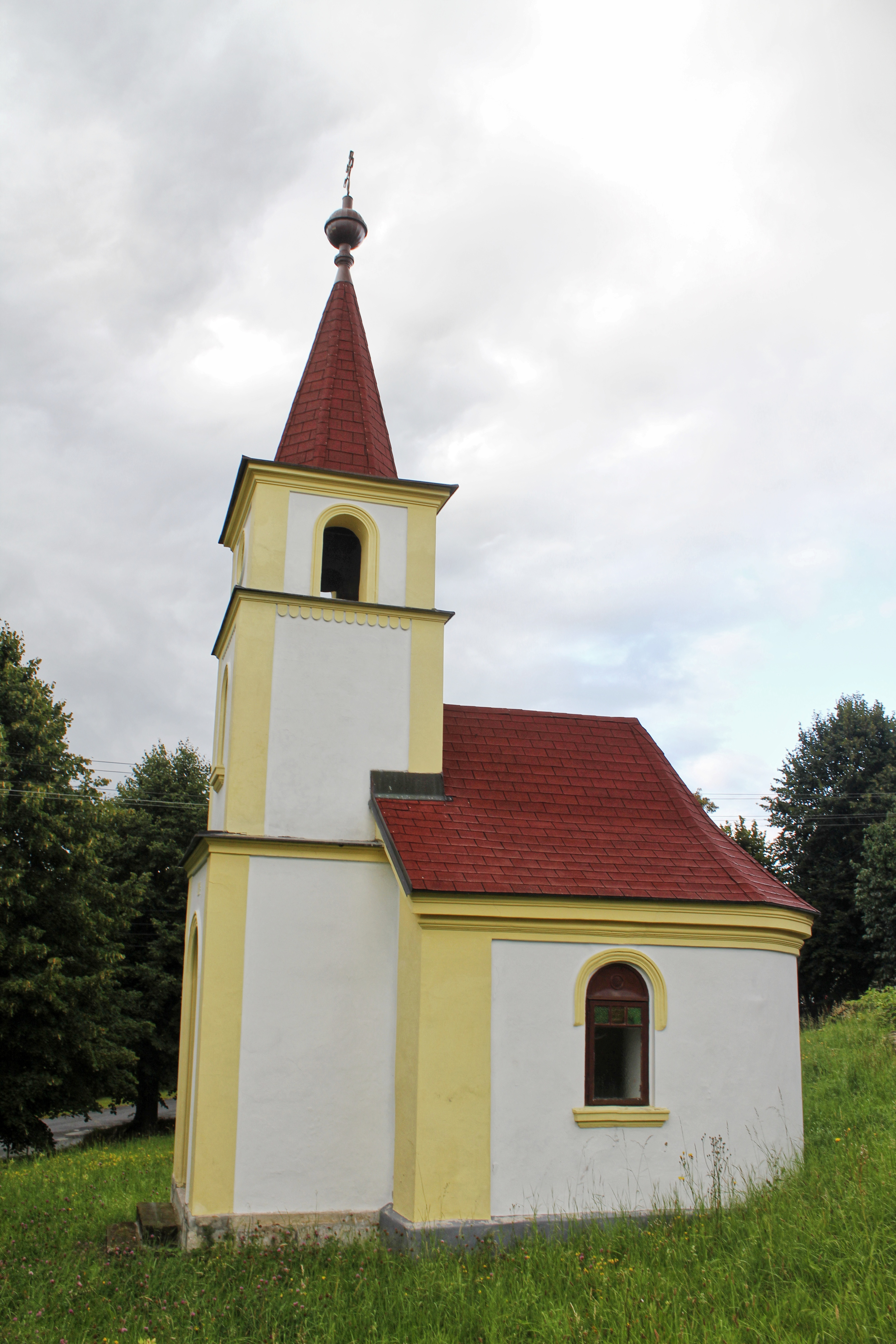
Kaplička v Roudném (z boku)
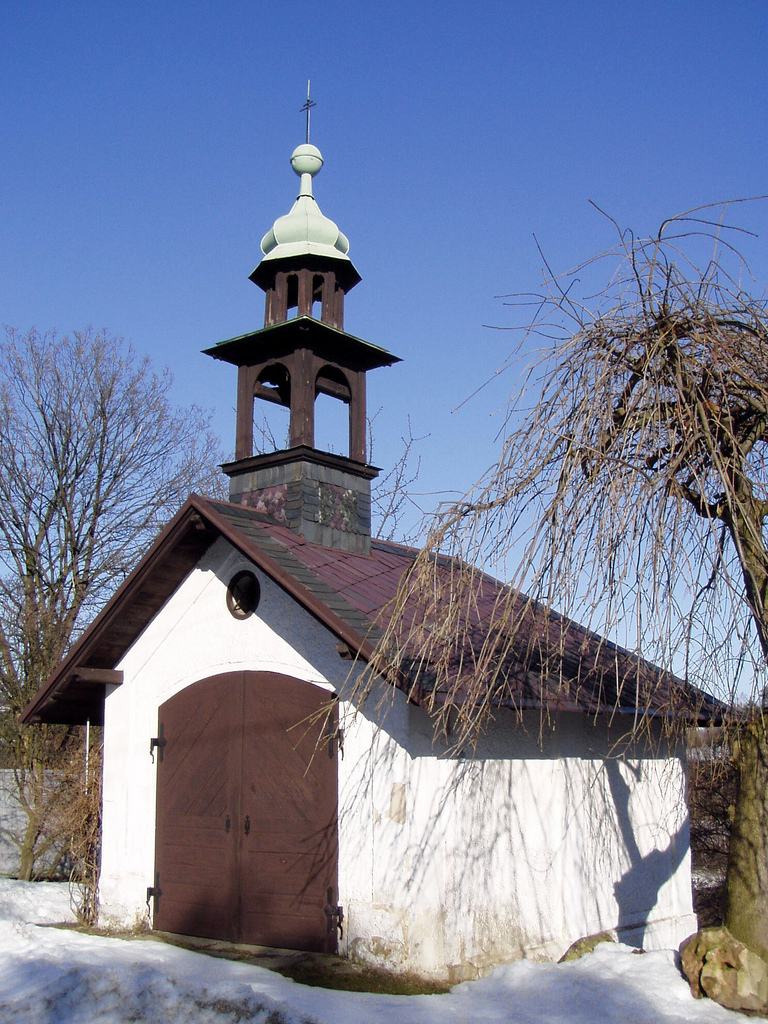
Zvonička v Sedlejovicích
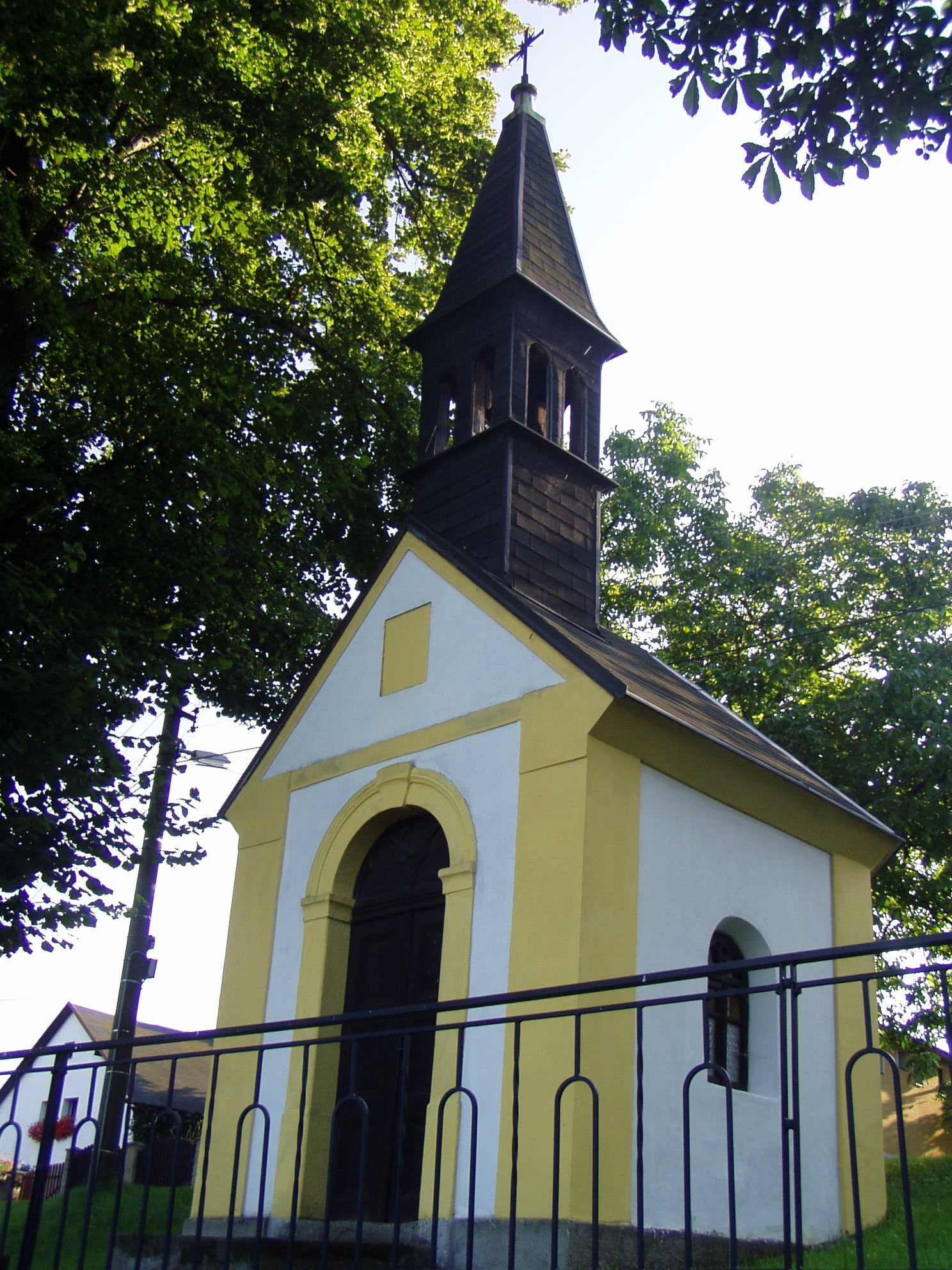
Kaplička ve Žďárku
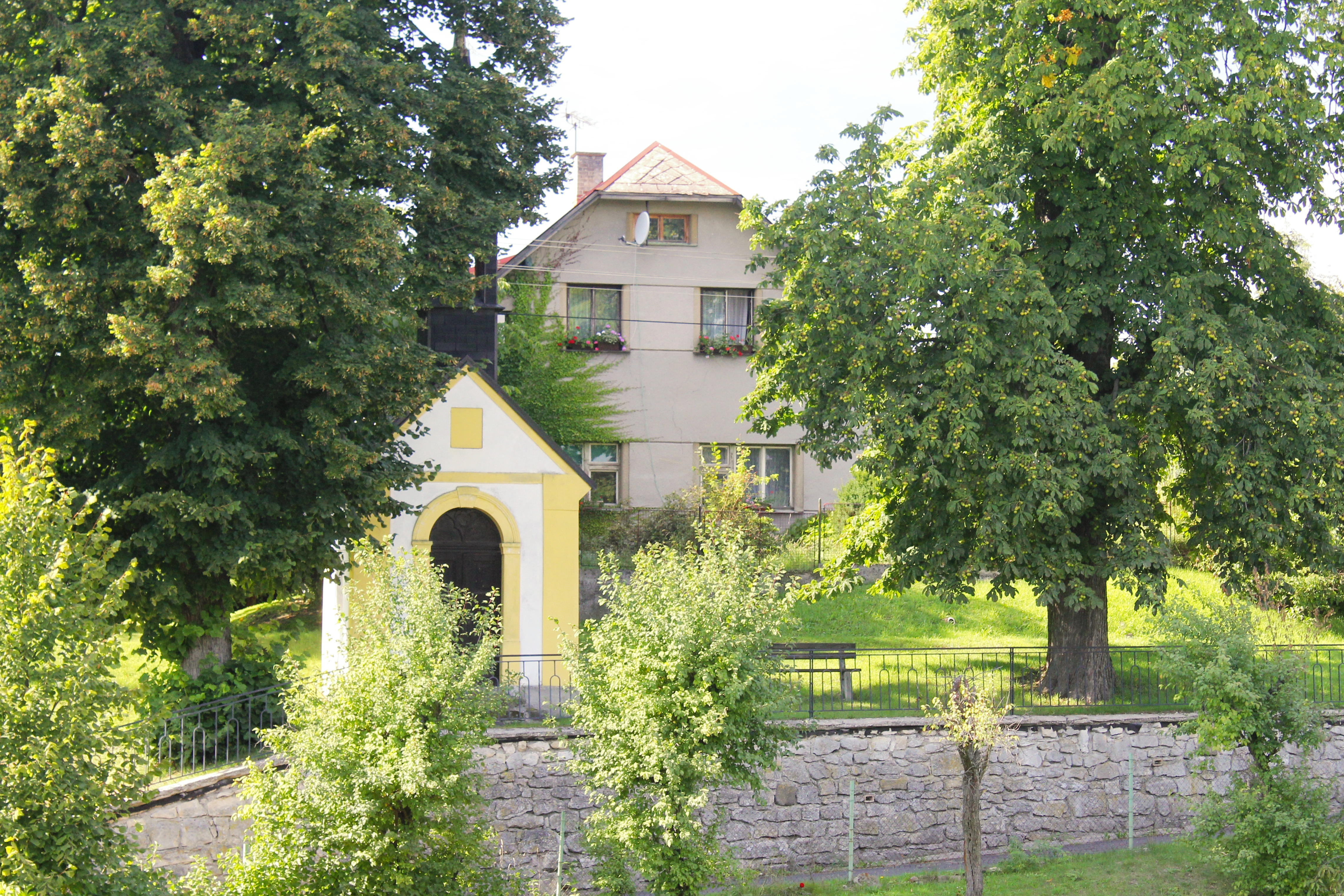
Pohled na kapličku ve Žďárku
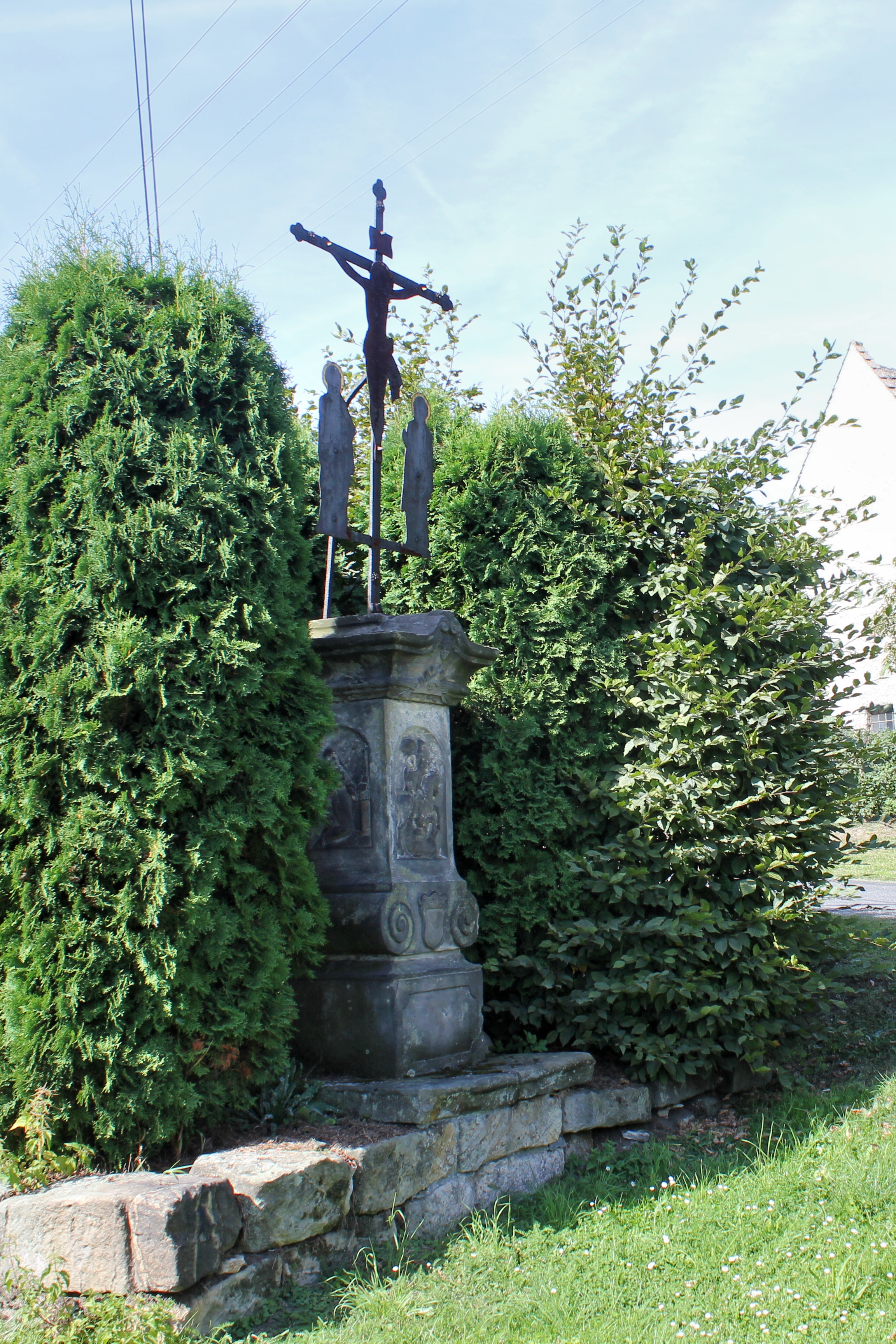
Křížek ve Žďárku